# 秋元久朝
秋元 久朝（あきもと ひさとも）は、出羽山形藩の第3代藩主。館林藩秋元家9代。
寛政4年（1792年）閏2月23日、第2代藩主秋元永朝の五男として生まれる。兄の修朝、知朝が相次いで早世したため世継とされ、文化4年（1807年）、従五位下、左衛門佐に叙位・任官する。文化7年（1810年）、父の死により家督を継いだ。文政6年（1823年）、但馬守に遷任する。天保10年（1839年）4月13日、甥で養子の志朝に家督を譲って隠居し、若狭守に遷任する。
弘化3年（1846年）に大膳亮に遷任し、剃髪して休翁と号する。弘化4年（1847年）10月19日に死去した。享年56。

## 系譜
父母
- 秋元永朝（父）
- 美也 - 牧野貞長の娘（母）

正室
- 豊 - 浅野斉賢の娘

養子
- 秋元志朝 - 毛利広鎮の八男